# Sclerurus scansor
A Sclerurus scansor a madarak (Aves) osztályának verébalakúak (Passeriformes) rendjébe és a fazekasmadár-félék (Furnariidae) családjába tartozó faj.

## Rendszerezése
A fajt Édouard Ménétries francia természettudós írta le 1835-ben, a Oxypyga nembe, Oxypyga scansor néven, innen sorolták át.

## Alfajai
- Sclerurus scansor cearensis E. Snethlage, 1924
- Sclerurus scansor scansor (Menetries, 1835)[2]

## Előfordulása
Argentína, Brazília és Paraguay területén honos. A természetes élőhelye szubtrópusi és trópusi síkvidéki és hegyi esőerdők.

## Megjelenése
Átlagos testhossza 20 centiméter, testtömege 30-38 gramm.

## Külső hivatkozások
- Képek az interneten a fajról
- Internet Bird Collection - videók a fajról